# Schönbrunn (Bösenbrunn)
Schönbrunn ist ein Ortsteil der Gemeinde Bösenbrunn im sächsischen Vogtlandkreis.

## Geographie
Das Dorf befindet sich auf einer Anhöhe mittig zwischen den beiden jeweils im Tal liegenden Orten Oelsnitz/Vogtl. und Bösenbrunn. Die Flur ist überwiegend offen und von Landwirtschaft geprägt, weshalb sich weite Ausblicke auf die Umgebung bieten. Wald findet sich in Ortsnähe kleinräumig auf den für das Vogtland so typischen Pöhlen. Zu Schönbrunn gehören die Weiler An der Huth (am Dockelsberg), Obertriebelbach und Huthaus (beide bei Lauterbach).

## Geschichte

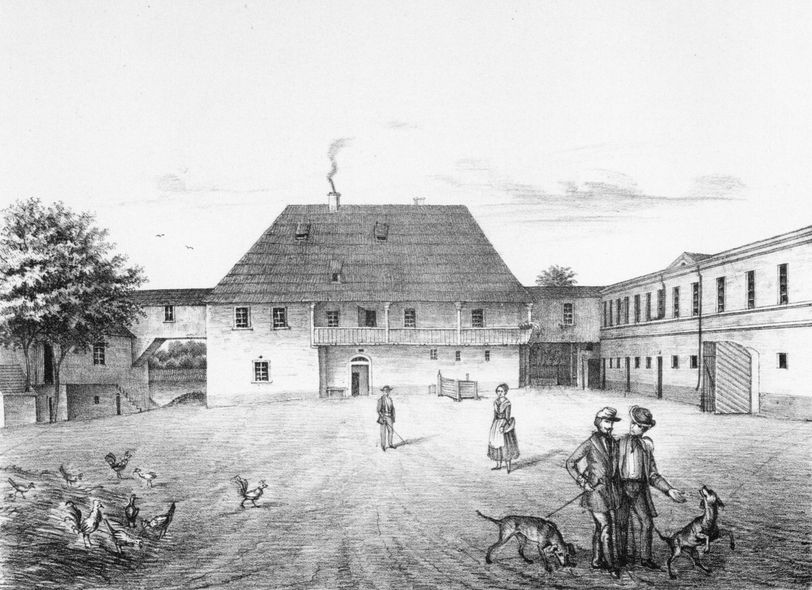
Rittergut Schönbrunn – um 1850

Der Ort wurde wohl als Vorwerk der Burg Voigtsberg gegründet und 1378 erstmals urkundlich erwähnt. Der deutsche Name deutet auf gutes Quellwasser oder auf die schöne Aussicht hin. 1425 belehnte der Landgraf von Thüringen Friedrich der Jüngere die Brüder Ulrich und Nickel Sack mit dem Hof zu Geilsdorf und den Gütern zu Schönbrunn. 1588 kaufte sich die Stadt Oelsnitz die inzwischen zwei Vorwerke Schönbrunns und musste sie jedoch im Dreißigjährigen Krieg 1629 an die Familie von Reitzenstein weiterverkaufen. Am 13. August 1632 fiel General Holk mit seinen Truppen plündernd, mordend und brandschatzend in Schönbrunn ebenso wie im benachbarten Oelsnitz ein. Über 150 Jahre, von 1794 bis 1945, gehörte das Rittergut dann der Familie Stengel, welche 1945 enteignet wurden.
Bereits seit 1582 ist Schönbrunn nach Oelsnitz gepfarrt. 1907 erhielt der Ort einen eigenen Friedhof nebst Kapelle.
Über mehrere Jahrhunderte wurde in und um Schönbrunn Bergbau (Eisenerz, Zinn) betrieben. Größere Bekanntheit erlangte dabei die Flussspatgrube Schönbrunn. Der Ort gehörte bis ins 19. Jahrhundert zum Amt Voigtsberg.

## Entwicklung der Einwohnerzahl
| Jahr | Einwohnerzahl                  |
| ---- | ------------------------------ |
| 1542 | 21 besessene Mann, 18 Inwohner |
| 1764 | 21 besessene Mann, 4 4/5 Hufen |
| 1834 | 319                            |
| 1871 | 389                            |

| Jahr | Einwohnerzahl |
| ---- | ------------- |
| 1890 | 423           |
| 1910 | 496           |
| 1925 | 470           |
| 1939 | 445           |

| Jahr | Einwohnerzahl |
| ---- | ------------- |
| 1946 | 522           |
| 1950 | 555           |
| 1964 | 435           |
| 1990 | 374           |

## Öffentlicher Nahverkehr
Der Ort ist mit der vertakteten RufBus-Linie 54 des Verkehrsverbunds Vogtland an Oelsnitz angebunden.